# Иоанн Капуанский
Иоанн Капуанский, также Джованни да Капуя (ит. Giovanni da Capua, род. ок. 1250 г. Капуя — ум. ок. 1310 г. Рим), — итальянский писатель и переводчик еврейского происхождения.

## Биография
Иоанн Капуанский известен прежде всего как переводчик с древнееврейского на латинский язык. В 1262—1278 годах (по другим сведениям, в 1262—1269) он переводит созданный рабби Иоэлем еврейский вариант известного средневекового сочинения Калила и Димна, вышедший в его латинском изложении под названием Directorium humanae vitae alias Parabolae antiquorum sapientium (Притчи древней мудрости). На основании этого труда Калила и Димна стала известна в различных странах Европы. И.Капуанский перевёл на латынь также медицинские произведения Маймонида и книгу Ибн Зухра Аль-Таисир (Книга упрощения, относительно лечения и диеты).
Известно, что Иоанн Капуанский перешёл из иудаизма в католичество.